# Johanna Ehrnrooth
Johanna Katarina Louise Ehrnrooth, född 23 juni 1958 i Helsingfors, död där 26 maj 2020, var en finlandssvensk målare. Hon var dotter till Casimir Ehrnrooth och maka till konstkritikern Dan Sundell.
Ehrnrooth studerade 1978–1983 vid École Supérieure des Beaux-Arts och 1977–1978 vid Académie Julien i Paris. Hon deltog 1976 första gången i en utställning och höll egna utställningar sedan 1993.
I sina första separatutställningar skildrade Ehrnrooth med oljefärger eller i pastellteknik parisiska kafé- och restaurangmiljöer som leder tankarna till impressionisterna eller skildrade sina kvinnomodeller genom speglar som delar upp figurer och interiörer i drömliknande, dramatiskt laddade och symboliska kompositioner.
Hon gjorde också flera uppmärksammade porträtt av bland andra Jörn Donner, Laila Hirvisaari och Krister Höckerstedt.